# Person Pitch
Person Pitch è il terzo album in studio da solista del musicista statunitense Panda Bear (Animal Collective), pubblicato nel 2007.

## Tracce
1. Comfy in Nautica – 4:04
2. Take Pills – 5:23
3. Bro's – 12:30
4. I'm Not – 3:59
5. Good Girl/Carrots – 12:42
6. Search for Delicious – 4:53
7. Ponytail – 2:05

## Riconoscimenti
L'album è stato nominato il miglior disco del 2007 dal portale specializzato Pitchfork.